# Augusto Arcimís
Augusto Arcimís Wehrle (Sevilla, 4 de diciembre de 1844-Cádiz, 18 de abril de 1910) fue un científico español, astrónomo aficionado y el primer meteorólogo profesional en España.

## Biografía
Arcimís nació en Sevilla en el año 1844 aunque se trasladó a Cádiz con cuatro años. Su padre era un comerciante de origen vasco-francés. Estudió en el colegio de San Felipe Neri y más tarde estudió la carrera de Farmacia, que nunca llegó a ejercer. Con una buena formación de idiomas, recorrió Europa, donde visitó destacados observatorios en Francia, Alemania e Inglaterra, viviendo en Londres durante un tiempo. Allí se familiarizó con la astronomía y la meteorología dinámica. A su vuelta instaló un observatorio meteorológico en Chiclana con criterios más modernos de los utilizados hasta entonces por los de San Fernando (limitado a cuestiones de interés de la marina) o de Madrid (que no elaboraba pronósticos).
En la década de los setenta Arcimís comenzaba a realizar contribuciones científicas, como observador aficionado con planteamientos pioneros y avanzados. Publicó además varios trabajos en la Società degli Spettroscopisti Italiani. El rigor de sus observaciones le otorgó un alta reputación entre los astrónomos italianos, Arcimís se convirtió en un abanderado por antonomasia de la astrofísica, la seriedad y la madurez de sus trabajos también le valieron su reconocimiento en Inglaterra, donde fue nombrado miembro de la Royal Astronomical Society.
Durante estos años tradujo del inglés, la Historia de los conflictos entre la Religión y la Ciencia del científico John William Draper y que tuvo una gran repercusión en toda España. En 1875, conoció a Francisco Giner de los Ríos que se encontraba confinado en el Castillo de Santa Catalina, por su enfrentamiento con el ministro de Fomento, Manuel Orovio Echagüe, durante esa época, Arcimís atravesaba una mala situación económica y emocional por la trayectoria del negocio de vinos que regentaba así como por la prematura muerte de tres de sus hijos. 
La mala situación económica de sus negocios le llevó a trasladarse a Madrid, para trabajar en una fábrica de alquitrán. A partir de 1884, y por intervención de su amigo Giner de los Ríos, comenzó a impartir clases de astronomía y física en la Institución Libre de Enseñanza.
En 1887 se creó el Instituto Central Meteorológico, con la finalidad de realizar pronósticos del tiempo, así en el artículo 1 de su Decreto de fundación se expone: 

Artículo 1.° Se crea en Madrid un Instituto Central Meteorológico que dependerá de la Dirección general de Instrucción pública, y que se ocupará especialmente en calcular y anunciar el tiempo probable á los puertos y capitales de provincia, sin perjuicio de los demás trabajos científicos y prácticos que se le encomienden.
Gaceta de Madrid nº 230 de 18 de agosto de 1887 p. 514.

La creación de este Instituto fue la culminación de las reivindicaciones de la Institución Libre de Enseñanza y del propio Arcimís, que sería nombrado su primer director, cargo que confirmó por oposición libre al año siguiente y que mantuvo hasta su muerte en 1910. Tras su fallecimiento, fue nombrado director de la institución José Galbis Rodríguez.
El 25 de octubre de 2016, la  Agencia Estatal de Meteorología AEMET, le rinde homenaje, nominando su archivo de datos de documentos históricos digitalizados mediante su apellido ARCIMÍS, reconociendo de esta manera la gran labor desarrollada.

## Obras
- Traducción de Historia de los conflictos entre la religión y la ciencia, de John William Draper, (1876).
- El telescopio moderno (responsable de la edición española) (1878-1879).
- Redacción de los artículos de astronomía, meteorología y cronología del Diccionario enciclopédico hispano-americano de literatura, ciencias y artes, Montaner y Simón, Barcelona (1887-1910).
- Astronomía popular: descripción general del cielo: nueva edición refundida de la obra El telescopio moderno con inclusión de los más modernos descubrimientos 2. Montaner y Simón. 1901. p. 384.
- Meteorología, Colección Manuales Soler nº 18 (1902).